# Ceuthonectes
Ceuthonectes é um género de crustáceo da família Canthocamptidae.